# FC Olimpia Volgogrado
El FC Olimpia Volgogrado (del ruso: ФК «Олимпия» Волгоград) es un club de fútbol ruso de la ciudad de Volgogrado, fundado en 1989. El club disputa sus partidos como local en el estadio Olimpia y juega en la Segunda División de Rusia, el tercer nivel en el sistema de ligas ruso.

## Historia
El FC Olimpia fue fundado a finales de 1989 por Nikolay Chuvalskogo. Con el apoyo total de su carrera como entrenador comenzó Leonid Slutsky en 1993 para trabajar con un grupo de niños nacidos en 1982. El primer gran éxito para el Olimpia llegó en 1996, cuando ganó el último partido de la Liga Juvenil Nacional (TPL).
En 1998 el equipo comenzó a abordar el campeonato adulto de Rusia entre los colectivos de cultura física. Después de disputar el campeonato de 1999 por primera vez y finalizar campeón en la zona "Sur", el Olimpia se aseguró el ascenso a la Segunda División de Rusia.
De las categorías inferiores del Olimpia han surgido futbolistas como Denis Kolodin o Roman Adamov.

## Jugadores
Actualizado al 31 de agosto de 2012, según RFS (enlace roto disponible en Internet Archive; véase el historial, la primera versión y la última)..